# 31380 Hegyesi
31380 Hegyesi este un asteroid din centura principală de asteroizi.

## Descriere
31380 Hegyesi este un asteroid din centura principală de asteroizi. A fost descoperit pe 14 decembrie 1998 la Socorro, New Mexico, în cadrul proiectului LINEAR. Asteroidul prezintă o orbită caracterizată de o semiaxă mare de 2,36 ua, o excentricitate de 0,06 și o înclinație de 6,9° în raport cu ecliptica.